# Olympische Sommerspiele 2020/Schießen – Trap (Mixed)
Zum ersten Mal in der olympischen Geschichte fand ein Mixedwettbewerb im Trapschießen bei den Olympischen Spielen 2020 in Tokio statt. Der Wettkampf wurde am 31. Juli 2021 in der Asaka Shooting Range ausgetragen.

## Titelträger
| Olympiasieger | nicht im olympischen Programm    | Rio de Janeiro 2016 |
| Weltmeister   | James Willett / Laetisha Scanlan | Lonato 2019         |

## Ergebnisse

### Qualifikation
| Rang | Athleten                             | Nation               | Männer | Männer | Männer | Frauen | Frauen | Frauen | Gesamt | Stechen | Anm. |
| Rang | Athleten                             | Nation               | 1      | 2      | 3      | 1      | 2      | 3      | Gesamt | Stechen | Anm. |
| ---- | ------------------------------------ | -------------------- | ------ | ------ | ------ | ------ | ------ | ------ | ------ | ------- | ---- |
| 1    | Fátima Gálvez Alberto Fernández      | Spanien              | 25     | 25     | 25     | 24     | 25     | 24     | 148    | 1       | QG   |
| 2    | Alessandra Perilli Gian Marco Berti  | San Marino           | 25     | 24     | 25     | 25     | 24     | 25     | 148    | 0       | QG   |
| 3    | Madelynn Bernau Brian Burrows        | Vereinigte Staaten 2 | 23     | 25     | 24     | 24     | 25     | 25     | 146    | 11      | QB   |
| 4    | Zuzana Rehák-Štefečeková Erik Varga  | Slowakei 1           | 22     | 25     | 24     | 25     | 25     | 25     | 146    | 10      | QB   |
| 5    | Shigetaka Oyama Yukie Nakayama       | Japan                | 23     | 23     | 25     | 25     | 24     | 25     | 145    |         |      |
| 6    | Penny Smith Thomas Grice             | Australien 2         | 25     | 25     | 24     | 24     | 23     | 24     | 146    |         |      |
| 7    | Laetisha Scanlan James Willett       | Australien 1         | 25     | 25     | 23     | 25     | 23     | 24     | 14     |         |      |
| 8    | Jana Špotáková Marián Kovačócy       | Slowakei 2           | 25     | 24     | 25     | 23     | 25     | 22     | 144    |         |      |
| 9    | Yu Haicheng Wang Yiaojing            | China                | 25     | 23     | 24     | 24     | 25     | 23     | 144    |         |      |
| 10   | Matthew Coward-Holley Kirsty Hegarty | Großbritannien       | 24     | 25     | 24     | 22     | 23     | 25     | 143    |         |      |
| 11   | Alexei Alipow Darja Semjanowa        | ROC 1                | 24     | 25     | 24     | 25     | 22     | 22     | 142    |         |      |
| 12   | Mauro De Filippis Jessica Rossi      | Italien              | 24     | 25     | 25     | 24     | 20     | 23     | 141    |         |      |
| 13   | Derrick Mein Kayle Browning          | Vereinigte Staaten 2 | 25     | 21     | 25     | 20     | 25     | 24     | 140    |         |      |
| 14   | Maxim Kabazki Jekaterina Subbotina   | ROC 2                | 23     | 25     | 23     | 23     | 23     | 22     | 139    |         |      |
| 15   | Jorge Orozco Alejandra Ramírez       | Mexiko               | 23     | 25     | 22     | 23     | 21     | 24     | 138    |         |      |
| 16   | Abdel-Aziz Mehelba Maggy Ashmawy     | Ägypten              | 23     | 24     | 22     | 23     | 23     | 23     | 138    |         |      |

### Begegnung um Bronze
| Rang | Athleten                            | Nation     | Gesamt | Stechen | Anmerkungen |   |                               |                      |    |   |  |
| ---- | ----------------------------------- | ---------- | ------ | ------- | ----------- | - | ----------------------------- | -------------------- | -- | - |  |
| Rang | Athleten                            | Nation     | Gesamt | Stechen | Anmerkungen | 3 | Madelynn Bernau Brian Burrows | Vereinigte Staaten 2 | 42 | 3 |  |
| 4    | Zuzana Rehák-Štefečeková Erik Varga | Slowakei 1 | 42     | 2       |             |   |                               |                      |    |   |  |

### Begegnung um Gold
| Rang | Athleten                            | Nation     | Gesamt | Stechen | Anmerkungen |   |                                 |         |    |  |  |
| ---- | ----------------------------------- | ---------- | ------ | ------- | ----------- | - | ------------------------------- | ------- | -- |  |  |
| Rang | Athleten                            | Nation     | Gesamt | Stechen | Anmerkungen | 1 | Fátima Gálvez Alberto Fernández | Spanien | 41 |  |  |
| 2    | Alessandra Perilli Gian Marco Berti | San Marino | 40     |         |             |   |                                 |         |    |  |  |